# Gottfried Benjamin Hancke

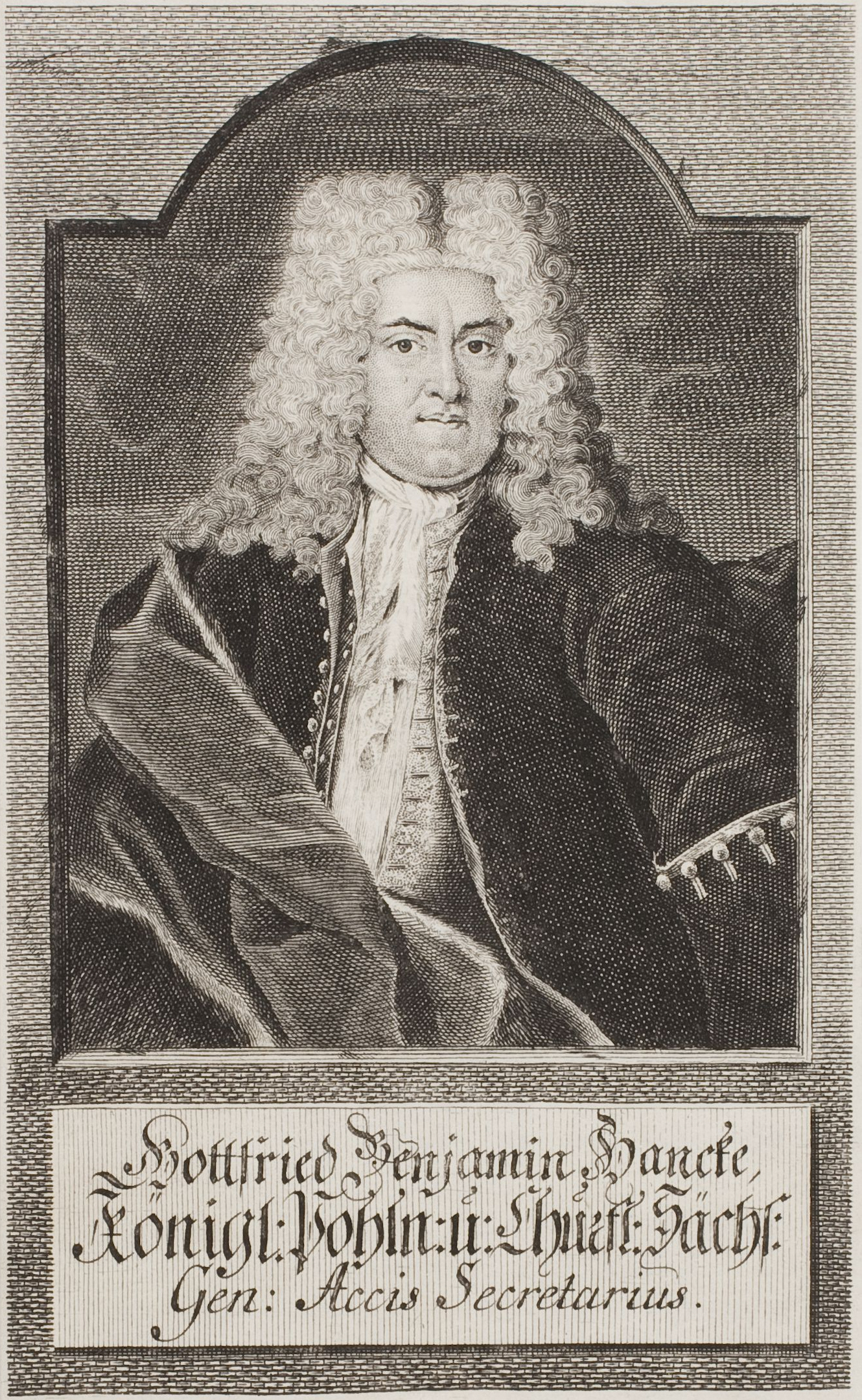
Gottfried Benjamin Hancke

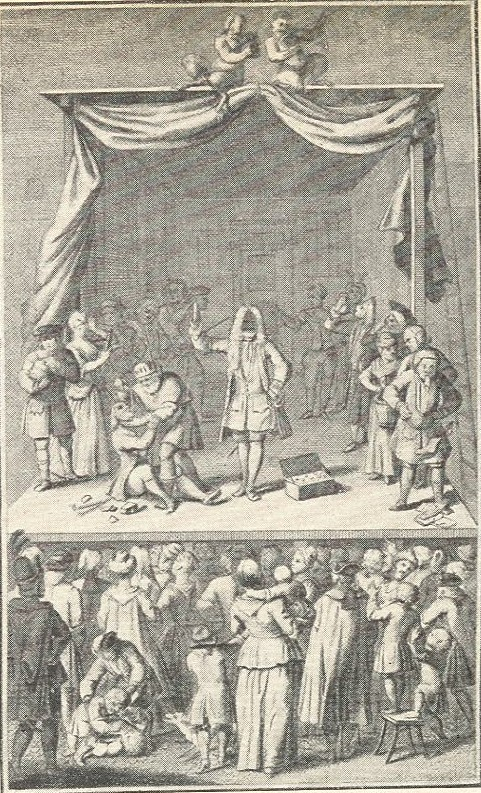
Illustration zu Satyre von der Moral-Tinctur

Gottfried Benjamin Hancke (* um 1695 in Schweidnitz, Fürstentum Schweidnitz; † um 1750 in Dresden?) war ein deutscher lyrischer Dichter der Barockzeit.

## Leben
Hanckes Lebensdaten sind völlig unbekannt. Vermutlich besuchte er ein Gymnasium in Breslau und studierte danach offenbar einige Zeit Rechtswissenschaft, denn er bezeichnet sich später als Advokat aus Schweidnitz. Da seine ersten Werke auch dort gedruckt wurden, dürfte dies sein Wohnort gewesen sein. Von größter Bedeutung für Hanckes dichterische Karriere war seine Förderung seitens des Reichsgrafen Franz Anton von Sporck auf dem Schloss Kuks. Gegen Ende seines Lebens soll er noch einige Jahre als Archivsekretär in Dresden tätig gewesen sein.
Dichterisch rechnet man Hancke mit in die so genannte Zweite Schlesische Schule. Er blieb zeitlebens ein Bewunderer und Imitator des Dichters Benjamin Neukirch. Sein Lied „Auf, auf, zum fröhlichen Jagen“ ist noch heute populär.

## Werke (Auswahl)
- Beschreibung Des Im Koenigreich Boehmen An der Elbe gelegenen Kuckus-Bades Verfertiget Von Gottfried Benjamin Hancken. Schweidnitz, gedruckt bey Johann Christian Muellern, 1722.
- Geistliche und Moralische Gedichte. Schweidnitz, gedruckt bey Johann Christian Muellern, 1723 und 1724.
- Geistreiche Gesänge und Lieder. Schweidnitz 1725.
- Weltliche Gedichte, nebst des berühmten Poetens, Herrn Benjamin Neukirchs, noch niemals gedruckten Satyren. Dresden 1727.
- Poetischer Staar-Stecher, in welchem sowohl die schlesische Poesie ueberhaupt, als auch der Herr v.Lohenstein und Herr Hoffrath Neukirch gegen die junckerische Untersuchung verthaydiget, absonderlich aber die Ehre der hanckischen Gedichte gerettet... wird. Breslau/Leipzig 1730.
- Gedichte – Nebst denen Neukirchischen Satyren. Dresden 1731.